# Jesse Quin
Jesse Quin (de nome Jesse Joseph Quin), nasceu em Bedford, Inglaterra, em 3 de setembro de 1981) é um músico multi-instrumentista, cantor e compositor, mais conhecido por ser o baixista da banda britânica Keane.

## Vida e carreira
Seu talento musical vem da família, sua mãe é uma cantora folk chamada Charity Quin, seu pai chamado Rob Quin, era um engenheiro de som, falecido em 2013. Jesse cresceu em Suffolk, mudou-se para Bristol e depois para Londres.
Começou sua vida musical ainda na infância. O primeiro instrumento que aprendeu a tocar foi a bateria, mas foi em 2007 que começou sua carreira na música, com a formação de Jesse Quin & The Mets, juntamente com alguns amigos. No mesmo ano, foi convidado a integrar a staff da Under The Iron Sea Tour, de Keane. 
Ele também se apresenta com várias outras bandas e artistas, como Mumford & Sons, The Wedding Band, além de fazer participações na banda da cantora Laura Marling. 
O músico é casado com Julia Quin Née Dannenberg desde 2010. O casamento foi assistido por seus colegas e amigos. Keane, The Puppini Sisters, Mumford & Sons, King Charles e Laura Marling tocaram na cerimônia de casamento do casal.. 
O casal tem dois filhos: Harper Quin, nascida em 2011. E Hudson Quin, que nasceu no começo de novembro de 2013. Jesse teve que se ausentar da maioria dos shows, entrevistas e divulgações do album compilatório The Best of Keane, além de não participar do show em Berlin, que foi transmitido para vários cinemas em todo o mundo. Pois seu filho poderia nascer a qualquer momento.
Junto com sua esposa, tinham um projeto chamado The Wedding Guests.

## Keane
Jesse se tornou amigo pessoal do trio britânico, que o convidou para tocar em um show na Union Chapel, onde tocou violão e baixo na músicasica Under Pressure. Além disso, participou da produção do album Perfect Symmetry e entrou em turnê junto com a banda. Com isso, se tornou popular e amado pelos fãs do Keane. Em seguida, gravou com Keane o EP Night Train. No dia 3 de fevereiro de 2011, Jesse se tornou oficialmente o “Quarto Keane”. Ele é o mais jovem dos membros da banda e foi o último a se juntar a ela..

## Mt. Desolation
Foi durante uma conversa entre Jesse e Tim Rice-Oxley (Keane) em um bar de Dublin, Irlanda, que um projeto de álbum country foi idealizado. Eles não sabiam que pouco tempo depois, esse projeto iria vingar. Mt. Desolation surgiu e lançaram seu primeiro álbum de estúdio, autointitulado “Mt. Desolation” em 18 de outubro de 2010. A banda é composta por 13 músicos e são amigos da dupla. Sua mãe Charity Quin faz backing vocals na banda.
Começaram um tour pelo Reino Unido, Irlanda, EUA e Canadá. 
Atualmente, Jesse e Tim Rice-Oxley estão trabalhando no segundo disco da banda, ainda sem data definida para lançamento. 

## Instrumentos
Mt. Desolation
- Violão Acústico - Harmony
- Guitarra Elétrica - Guild Starfire
- Guitarra - Fender Telecaster

Keane
- Baixo - Fender Precision
- Amplificadores Ampeg
- Teclado Roland.